# اکس (فیلم ۲۰۰۶)
اکس (انگلیسی: The Ex) یک فیلم در ژانر کمدی رمانتیک به کارگردانی جسی پرتز است که در سال ۲۰۰۶ منتشر شد.

## بازیگران
- زک برف
- آماندا پیت
- جیسون بیتمن
- چارلز گرودین
- میا فارو
- دانل لوگ
- ایمی پولر
- ایمی آدامز
- فرد ارمیسن
- مارین هینکل
- پل راد
- رابرت جان برک
- رومانی مالکو
- یول وازکوئز
- جان بنجامین هیکی